# Faith (Karolina Północna)
Faith – miasto w Stanach Zjednoczonych, w stanie Karolina Północna, w hrabstwie Rowan.